# Pelidnota hoefigi
Pelidnota hoefigi es una especie de escarabajo del género Pelidnota, familia Scarabaeidae. Fue descrita científicamente por Ohaus en 1912.
Habita en Perú y Guayana Francesa.